# Loze
Pour les articles homonymes, voir lauze.
Loze est une commune française située dans le nord-est du département de Tarn-et-Garonne, en région Occitanie.
Sur le plan historique et culturel, la commune est dans le causse de Caylus, au sud du causse de Limogne, occupant une situation de carrefour à la limite du Quercy et du Rouergue.
Exposée à un climat océanique altéré, elle est drainée par la Lère, la Bonnette, le ruisseau de Saint-Laurent, le ruisseau de Poux Nègre et par divers autres petits cours d'eau. La commune possède un patrimoine naturel remarquable composé de quatre zones naturelles d'intérêt écologique, faunistique et floristique.
Loze est une commune rurale qui compte 121 habitants en 2022, après avoir connu un pic de population de 667 habitants en 1800.  Ses habitants sont appelés les Lozais ou  Lozaises.

## Géographie

### Localisation
La commune est située à la pointe nord-est du département de Tarn-et-Garonne.
Le village de Loze se situe à 321 mètres d’altitude et jouit d’un climat relativement clément, constitué à la fois de la rudesse du Massif central (froid et humide) et de la douceur de l'Aquitaine (hiver plus tardif et plus doux, ensoleillement prolongé et été chaud).
Loze se situe à la limite méridionale des causses du Quercy, plus précisément à la limite entre le causse de Limogne et le terrefort, séparés par une profonde vallée creusée par la Bonnette.

### Communes limitrophes
La commune est limitrophe du département du Lot, sur 200 m.
Les communes limitrophes sont  Caylus, Lacapelle-Livron, Mouillac, Puylagarde, Saint-Projet et Vaylats.
|               | Saint-Projet |                  |
| Vaylats (Lot) | Loze         | Puylagarde       |
| Mouillac      | Caylus       | Lacapelle-Livron |

### Hydrographie

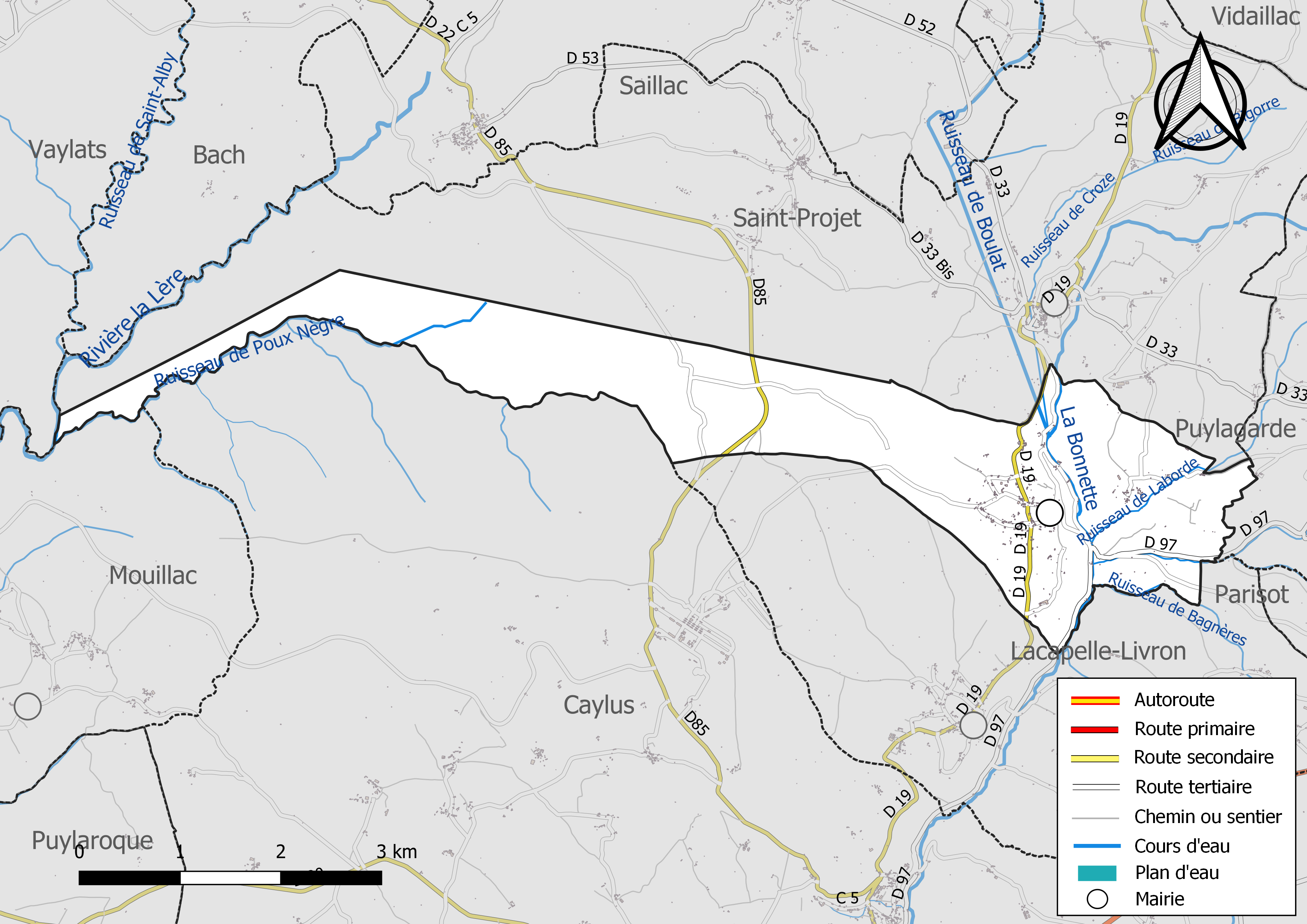
Réseaux hydrographique et routier de Loze.

La commune est dans le bassin versant de la Garonne, au sein du bassin hydrographique Adour-Garonne. Elle est drainée par la Lère, la Bonnette, le ruisseau de Saint-Laurent, le ruisseau de Poux Nègre, le ruisseau de Bagnères, le ruisseau de Barayrou, le ruisseau de Croze et le ruisseau de Laborde, constituant un réseau hydrographique de 8 km de longueur totale,.
La Lère, d'une longueur totale de 45,1 km, prend sa source dans la commune de Saillac et s'écoule du nord-est au sud-ouest. Elle traverse la commune et se jette dans l'Aveyron à Albias, après avoir traversé 14 communes.
La Bonnette, d'une longueur totale de 24,9 km, prend sa source dans la commune de Puylagarde et s'écoule du nord-est au sud-ouest. Elle traverse la commune et se jette dans l'Aveyron à Saint-Antonin-Noble-Val, après avoir traversé 7 communes.
Le ruisseau de Saint-Laurent, d'une longueur totale de 10,1 km, prend sa source dans la commune de Puylagarde et s'écoule d'est en ouest. Il se jette dans la Bonnette sur le territoire communal, après avoir traversé 6 communes.

### Climat
Pour des articles plus généraux, voir Climat de l'Occitanie et Climat de Tarn-et-Garonne.
En 2010, le climat de la commune est de type climat océanique altéré, selon une étude du Centre national de la recherche scientifique s'appuyant sur une série de données couvrant la période 1971-2000. En 2020, Météo-France publie une typologie des climats de la France métropolitaine dans laquelle la commune est toujours exposée à un climat océanique altéré et est dans une zone de transition entre les régions climatiques « Aquitaine, Gascogne » et « Ouest et nord-ouest du Massif Central ».
Pour la période 1971-2000, la température annuelle moyenne est de 12,2 °C, avec une amplitude thermique annuelle de 15,5 °C. Le cumul annuel moyen de précipitations est de 884 mm, avec 10,5 jours de précipitations en janvier et 6 jours en juillet. Pour la période 1991-2020, la température moyenne annuelle observée sur la station météorologique de Météo-France la plus proche, « Caylus », sur la commune de Caylus à 6 km à vol d'oiseau, est de 13,0 °C et le cumul annuel moyen de précipitations est de 799,0 mm. 
La température maximale relevée sur cette station est de 41,7 °C, atteinte le 23 août 2023 ; la température minimale est de −14,7 °C, atteinte le 10 février 2012,,.
Les paramètres climatiques de la commune ont été estimés pour le milieu du siècle (2041-2070) selon différents scénarios d'émission de gaz à effet de serre à partir des nouvelles projections climatiques de référence DRIAS-2020. Ils sont consultables sur un site dédié publié par Météo-France en novembre 2022.

### Milieux naturels et biodiversité
L’inventaire des zones naturelles d'intérêt écologique, faunistique et floristique (ZNIEFF) a pour objectif de réaliser une couverture des zones les plus intéressantes sur le plan écologique, essentiellement dans la perspective d’améliorer la connaissance du patrimoine naturel national et de fournir aux différents décideurs un outil d’aide à la prise en compte de l’environnement dans l’aménagement du territoire.
Deux ZNIEFF de type 1 sont recensées sur la commune :
les « bois d´Aubrelong, vallée de la Lère morte et vallons annexes » (1 470 ha), couvrant 8 communes dont trois dans le Lot et cinq dans le Tarn-et-Garonne, et 
les « grottes de Saint-Géry et vallée encaissée de la Bonnette » (27 ha)
et deux ZNIEFF de type 2, : 
- le « causse de Caylus, vallée de Sietges et haute vallée de la Lère » (8 815 ha), couvrant 13 communes dont cinq dans le Lot et huit dans le Tarn-et-Garonne[17] ;
- la « vallée de la Bonnette et vallée de la Seye » (6 289 ha), couvrant 12 communes du département[18].

Carte des ZNIEFF de type 1 et 2 à Loze.
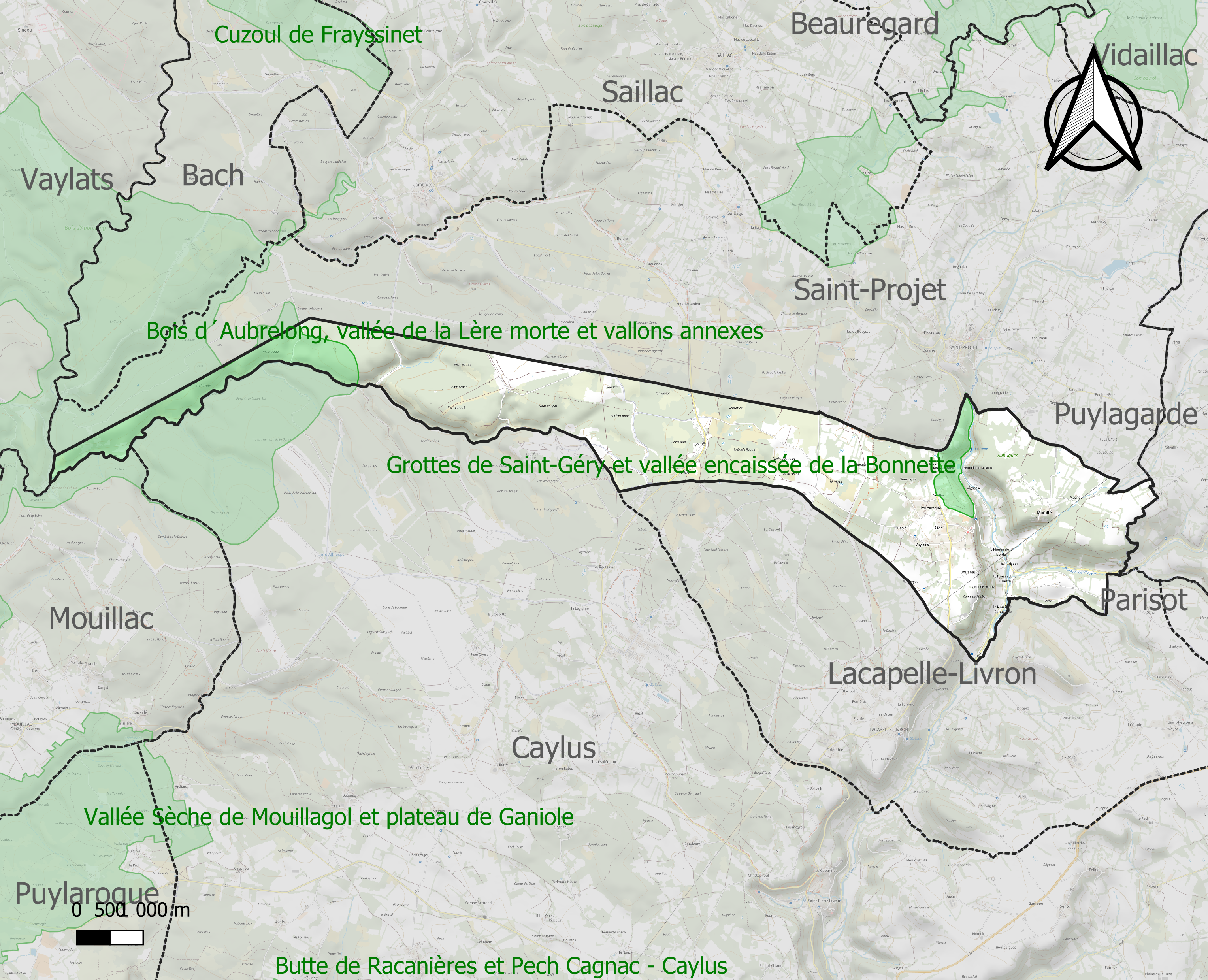
Carte des ZNIEFF de type 1 sur la commune.
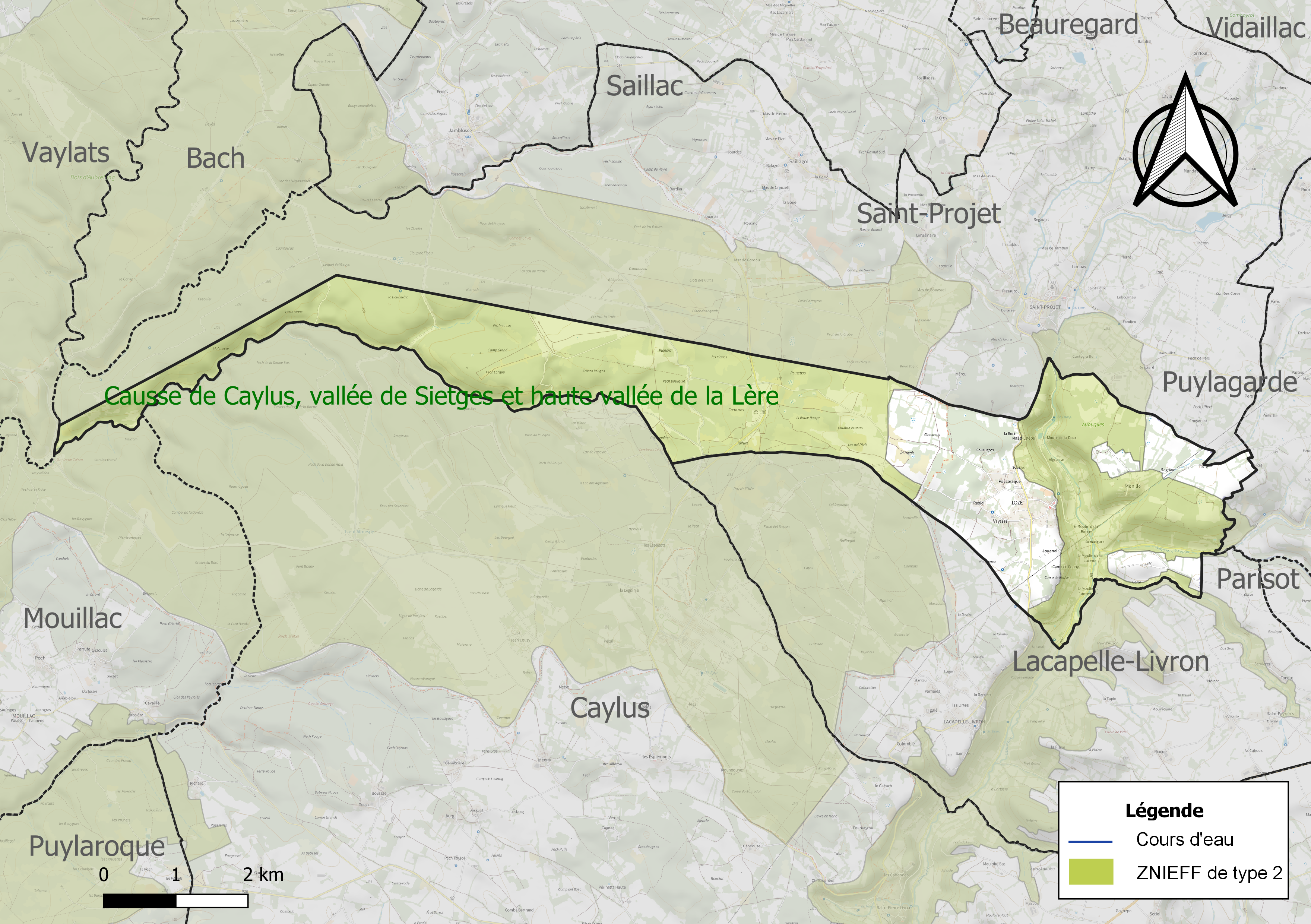
Carte des ZNIEFF de type 2 sur la commune.

## Urbanisme

### Typologie
Au 1er janvier 2024, Loze est catégorisée commune rurale à habitat très dispersé, selon la nouvelle grille communale de densité à sept niveaux définie par l'Insee en 2022.
Elle est située hors unité urbaine et hors attraction des villes,.

### Occupation des sols
L'occupation des sols de la commune, telle qu'elle ressort de la base de données européenne d’occupation biophysique des sols Corine Land Cover (CLC), est marquée par l'importance des forêts et milieux semi-naturels (65,2 % en 2018), en diminution par rapport à 1990 (74,5 %). La répartition détaillée en 2018 est la suivante : 
forêts (44,7 %), zones agricoles hétérogènes (25,6 %), milieux à végétation arbustive et/ou herbacée (20,5 %), prairies (9,2 %). L'évolution de l’occupation des sols de la commune et de ses infrastructures peut être observée sur les différentes représentations cartographiques du territoire : la carte de Cassini (XVIIIe siècle), la carte d'état-major (1820-1866) et les cartes ou photos aériennes de l'IGN pour la période actuelle (1950 à aujourd'hui).

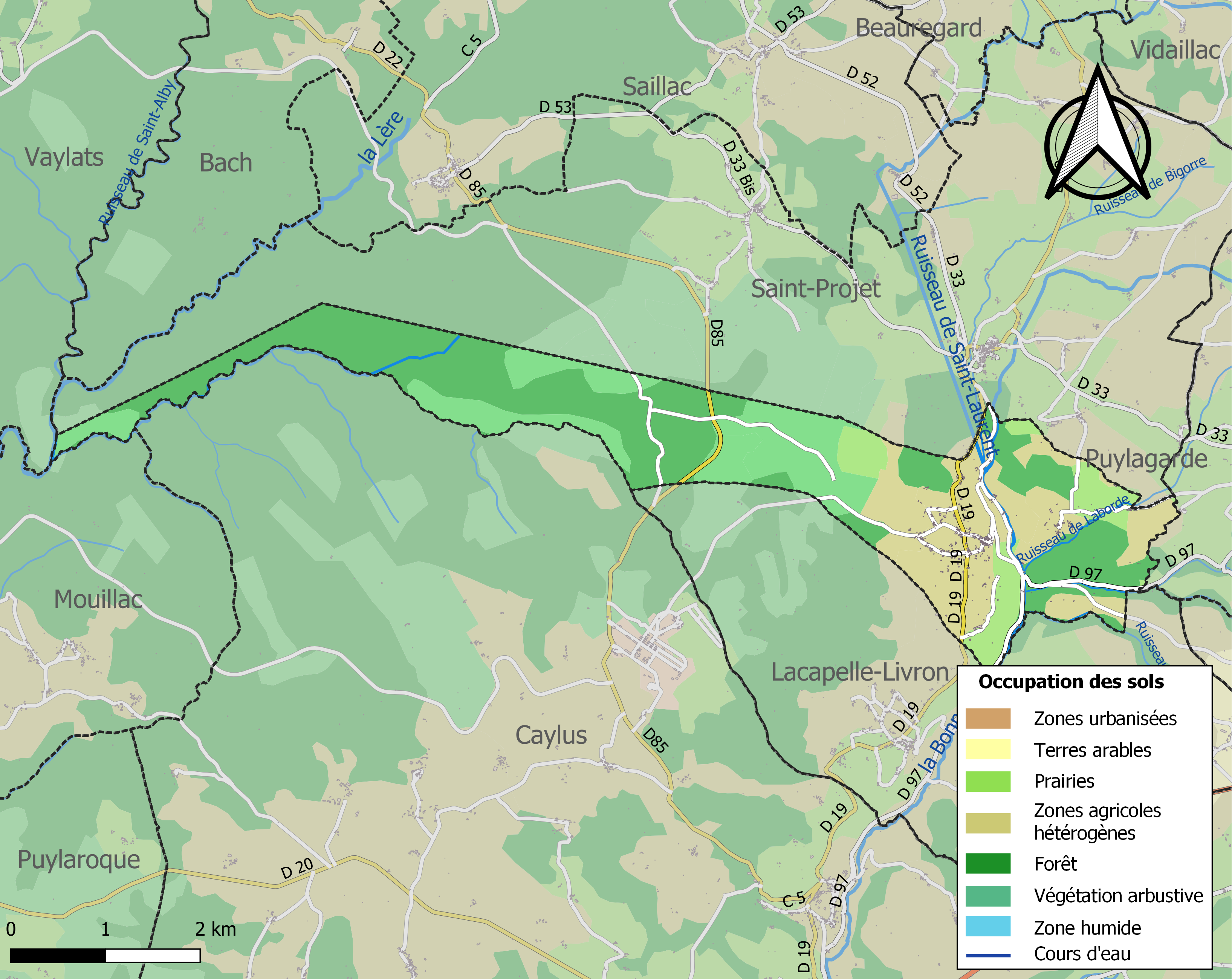
Carte des infrastructures et de l'occupation des sols de la commune en 2018 (CLC).

### Risques majeurs
Le territoire de la commune de Loze est vulnérable à différents aléas naturels : météorologiques (tempête, orage, neige, grand froid, canicule ou sécheresse), inondations, feux de forêts, mouvements de terrains et séisme (sismicité très faible). Il est également exposé à un risque technologique,  le transport de matières dangereuses. Un site publié par le BRGM permet d'évaluer simplement et rapidement les risques d'un bien localisé soit par son adresse soit par le numéro de sa parcelle.

#### Risques naturels
Certaines parties du territoire communal sont susceptibles d’être affectées par le risque d’inondation par débordement de cours d'eau, notamment la Lère, la Bonnette et le ruisseau de Saint-Laurent. La cartographie des zones inondables en ex-Midi-Pyrénées réalisée dans le cadre du XIe Contrat de plan État-région, visant à informer les citoyens et les décideurs sur le risque d’inondation, est accessible sur le site de la DREAL Occitanie. La commune a été reconnue en état de catastrophe naturelle au titre des dommages causés par les inondations et coulées de boue survenues en 1982 et 1999,.
Loze est exposée au risque de feu de forêt du fait de la présence sur son territoire . Le département de Tarn-et-Garonne présentant toutefois globalement un niveau d’aléa moyen à faible très localisé, aucun Plan départemental de protection des forêts contre les risques d’incendie de forêt (PFCIF) n'a été élaboré. Le débroussaillement aux abords des maisons constitue l’une des meilleures protections pour les particuliers contre le feu,.

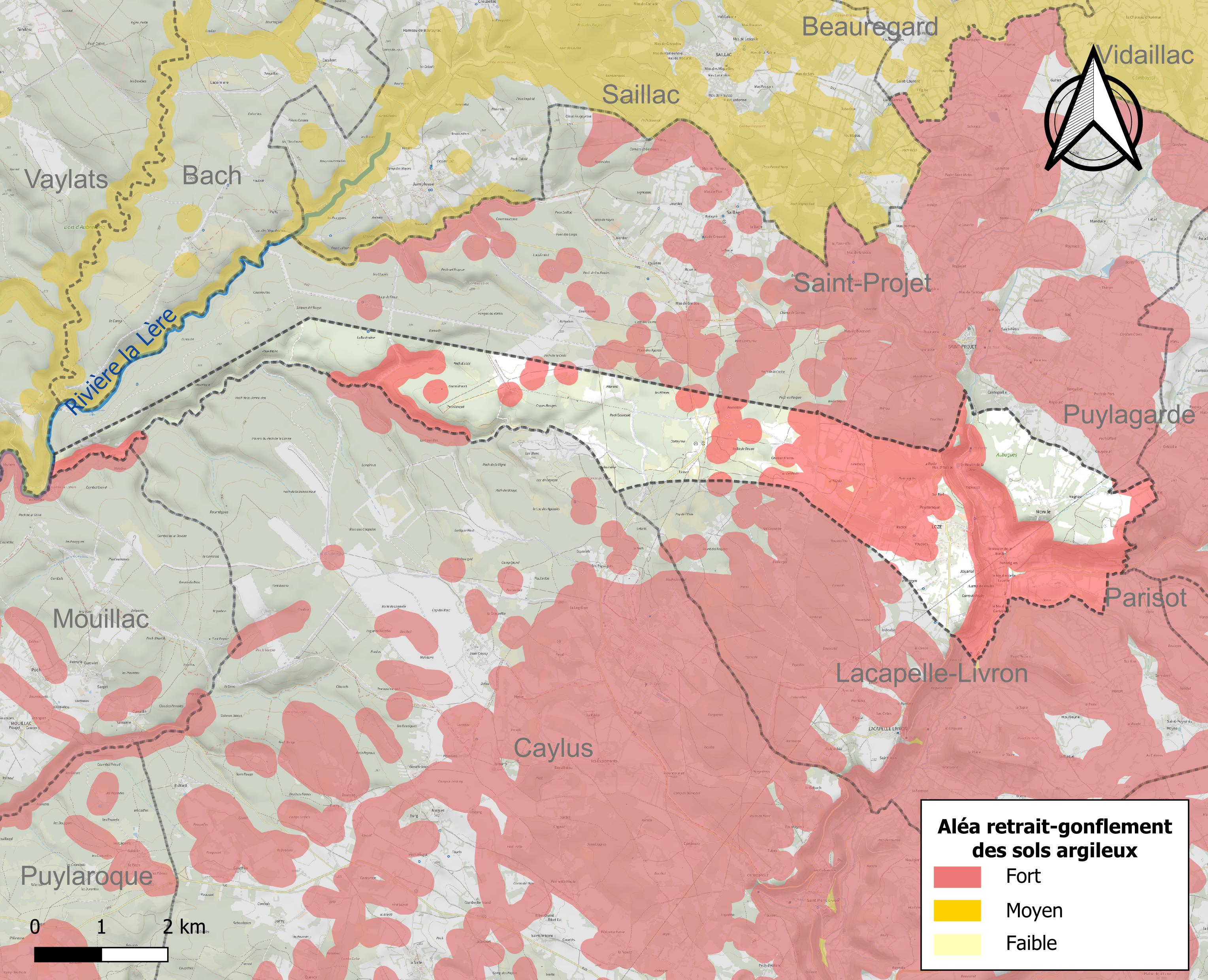
Carte des zones d'aléa retrait-gonflement des sols argileux de Loze.

Les mouvements de terrains susceptibles de se produire sur la commune sont des tassements différentiels.
Le retrait-gonflement des sols argileux est susceptible d'engendrer des dommages importants aux bâtiments en cas d’alternance de périodes de sécheresse et de pluie. 46,1 % de la superficie communale est en aléa moyen ou fort (92 % au niveau départemental et 48,5 % au niveau national). Sur les 113 bâtiments dénombrés sur la commune en 2019, 53 sont en aléa moyen ou fort, soit 47 %, à comparer aux 96 % au niveau départemental et 54 % au niveau national. Une cartographie de l'exposition du territoire national au retrait gonflement des sols argileux est disponible sur le site du BRGM,.
Par ailleurs, afin de mieux appréhender le risque d’affaissement de terrain, l'inventaire national des cavités souterraines permet de localiser celles situées sur la commune.
Concernant les mouvements de terrains, la commune a été reconnue en état de catastrophe naturelle au titre des dommages causés par des mouvements de terrain en 1999.

#### Risques technologiques
Le risque de transport de matières dangereuses sur la commune est lié à sa traversée par des infrastructures routières ou ferroviaires importantes ou la présence d'une canalisation de transport d'hydrocarbures. Un accident se produisant sur de telles infrastructures est susceptible d’avoir des effets graves sur les biens, les personnes ou l'environnement, selon la nature du matériau transporté. Des dispositions d’urbanisme peuvent être préconisées en conséquence.

## Toponymie
On attribue au nom de Loze plusieurs origines. Il peut être issu de la forme gasconne de l'ancien provençal LAUZA, pierre plate de cinq à six centimètres d’épaisseur qui servait autrefois à couvrir les toits. Mais on lui attribue également une origine occitane provenant du mot lòsa : boue, limon, en référence à la nature du sol et certainement à la vallée de la Bonnette.
Du fait de sa situation de frontière, Loze possède une diversité de paysages qui contribue à la beauté de cette commune.
À l'ouest ainsi que sur le plateau du mas de Monille, le Causse, terroir particulier et reconnu, nous présente des paysages faits de pierres, d’herbes sèches et de petits chênes (chêne pubescent). Mais il est moins aride ici qu’à Limogne ou Gramat. Ce plateau calcaire, légèrement ondulé par les dolines (dépressions naturelles) ou « cloups », est plus verdoyant. La végétation, composée de petits chênes, de genévriers, pruneliers… recèle parfois des trésors botaniques. En effet, les landes accueillent au printemps de nombreuses espèces d’orchidées sauvages. Le patrimoine bâti, conséquence de l’épierrement des parcelles, est extrêmement riche avec un réseau de murets de pierres sèches très développé, de nombreuses gariottes ou abris dans les murets, des entrées de champs soigneusement bâties…
- Vers l’est, le plateau caussenard s’arrête brusquement au surplomb de la vallée, laissant apparaître quelques falaises calcaires au nord de Loze, pour déboucher sur les paysages de la vallée de la Bonnette. Alors qu’en amont se dessine une vallée à l’allure de canyon, on découvre plus bas « la fraîcheur subite d’un long couloir d’eaux vives » (R. Crozier), un paysage verdoyant fait de prairies humides, ponctué par de nombreux moulins (huit en tout sur la portion de la Bonnette traversant la commune) restaurés souvent avec goût.

À l'est de la vallée de la Bonnette, se dessine un paysage bocager au sol lourd parcouru par de petits ruisseaux affluents de la Bonnette, c’est le terrefort. Paysage verdoyant organisé par un réseau dense de haies arborées, la végétation contraste avec le causse voisin. C’est un terroir aujourd’hui essentiellement consacré à l'élevage.
Ainsi, Loze peut s’enorgueillir de ses paysages typiques et variés qui contribuent à la qualité de la vie dans cette commune.

## Histoire
- Le site de Loze fut occupé très tôt dans l’histoire comme en témoignent quelques outils en quartz ou en silex taillés (racloirs, burins, fragments de hache, pointes de flèches…) récoltés sur la commune, qui dateraient du paléolithique supérieur et du néolithique. Ainsi, près de 10 000 ans avant Jésus-Christ, les hommes ont été attirés par ce terroir caussenard.
- L'occupation du site au cours de la période gallo-romaine est attestée par un site archéologique à Saint-Alby (il se trouve aujourd’hui sur le territoire du camp militaire de Caylus) ainsi qu’une voie romaine (encore représentée de nos jours par une suite de chemins de terre) reliant Toulouse à la voie Cahors/Rodez. D’autre part, même si cela reste à démontrer, certains historiens voient en Saint-Alby les vestiges du célèbre site d’Uxellodunum, que Jules César situait aux limites du pays des Ruthènes et des Cadurques.
- Au VIIe siècle, saint Didier (appelé communément saint Géry), évêque de Cahors et ami du roi Dagobert et de saint Eloy, fit bâtir un grand nombre d’églises dans le Quercy. Ainsi une chapelle préromane (dont subsistait un pan de mur jusqu’en 1988), située à l’entrée des grottes de Saint-Géry, lui fut dédiée. Quant à l’église de Loze, sa première mention dans un document date de 1112. En 1236, elle fut intégrée à la seigneurie spirituelle de la commanderie des templiers de Lacapelle Livron.
- Il existait également près du village de Loze un château à La Roque de Loze appartenant aux comtes de Toulouse, puissants féodaux, puis à la famille seigneuriale des De-Jean. L’autorité des rois de France sur cette région étant très faible, ces familles régnèrent sur la région jusqu’au XVe siècle environ. Ensuite, la seigneurie revint au seigneur de Saint-Projet pour plus de deux-cents ans.

## Politique et administration
| Période                                  | Période  | Identité            | Étiquette | Qualité                                            |
| ---------------------------------------- | -------- | ------------------- | --------- | -------------------------------------------------- |
| mars 2001                                | 2020     | Gilles Bonsang      |           | Élu Président de la Communauté de communes en 2020 |
| 2020                                     | En cours | Raymond Boulpicante |           |                                                    |
| Les données manquantes sont à compléter. |          |                     |           |                                                    |

## Démographie
L'évolution du nombre d'habitants est connue à travers les recensements de la population effectués dans la commune depuis 1793. Pour les communes de moins de 10 000 habitants, une enquête de recensement portant sur toute la population est réalisée tous les cinq ans, les populations de référence des années intermédiaires étant quant à elles estimées par interpolation ou extrapolation. Pour la commune, le premier recensement exhaustif entrant dans le cadre du nouveau dispositif a été réalisé en 2005.

En 2022, la commune comptait 121 habitants, en évolution de −14,18 % par rapport à 2016 (Tarn-et-Garonne : +3,12 %, France hors Mayotte : +2,11 %).
| 1793 | 1800 | 1806 | 1821 | 1831 | 1836 | 1841 | 1846 | 1851 |
| ---- | ---- | ---- | ---- | ---- | ---- | ---- | ---- | ---- |
| 525  | 667  | 628  | 579  | 568  | 543  | 549  | 575  | 577  |

| 1856 | 1861 | 1866 | 1872 | 1876 | 1881 | 1886 | 1891 | 1896 |
| ---- | ---- | ---- | ---- | ---- | ---- | ---- | ---- | ---- |
| 574  | 573  | 538  | 502  | 479  | 530  | 472  | 413  | 394  |

| 1901 | 1906 | 1911 | 1921 | 1926 | 1931 | 1936 | 1946 | 1954 |
| ---- | ---- | ---- | ---- | ---- | ---- | ---- | ---- | ---- |
| 381  | 338  | 346  | 247  | 236  | 197  | 156  | 145  | 92   |

| 1962 | 1968 | 1975 | 1982 | 1990 | 1999 | 2005 | 2006 | 2010 |
| ---- | ---- | ---- | ---- | ---- | ---- | ---- | ---- | ---- |
| 86   | 85   | 83   | 102  | 94   | 118  | 123  | 125  | 130  |

| 2015 | 2020 | 2022 | - | - | - | - | - | - |
| ---- | ---- | ---- | - | - | - | - | - | - |
| 139  | 126  | 121  | - | - | - | - | - | - |

## Économie

### Emploi
|                | 2008   | 2013   | 2018   |
| -------------- | ------ | ------ | ------ |
| Commune        | 12,3 % | 13,3 % | 9,1 %  |
| Département    | 8,4 %  | 10,2 % | 10,3 % |
| France entière | 8,3 %  | 10 %   | 10 %   |

En 2018, la population âgée de 15 à 64 ans s'élève à 84 personnes, parmi lesquelles on compte 68,8 % d'actifs (59,7 % ayant un emploi et 9,1 % de chômeurs) et 31,2 % d'inactifs,. En  2018, le taux de chômage communal (au sens du recensement) des 15-64 ans est inférieur à celui de la France et du département, alors qu'en 2008 la situation était inverse.
La commune est hors attraction des villes,. Elle compte 20 emplois en 2018, contre 21 en 2013 et 25 en 2008. Le nombre d'actifs ayant un emploi résidant dans la commune est de 51, soit un indicateur de concentration d'emploi de 39,7 % et un taux d'activité parmi les 15 ans ou plus de 46,6 %.
Sur ces 51 actifs de 15 ans ou plus ayant un emploi, 16 travaillent dans la commune, soit 32 % des habitants. Pour se rendre au travail, 72,3 % des habitants utilisent un véhicule personnel ou de fonction à quatre roues, 14,9 % s'y rendent en deux-roues, à vélo ou à pied et 12,8 % n'ont pas besoin de transport (travail au domicile).

### Activités hors agriculture
7 établissements sont implantés  à Loze au 31 décembre 2019.
Le secteur des autres activités de services est prépondérant sur la commune puisqu'il représente 42,9 % du nombre total d'établissements de la commune (3 sur les 7 entreprises implantées  à Loze), contre 9,3 % au niveau départemental.

### Agriculture
|               | 1988 | 2000 | 2010 | 2020 |
| ------------- | ---- | ---- | ---- | ---- |
| Exploitations | 8    | 5    | 5    | 5    |
| SAU (ha)      | 282  | 289  | nd   | 255  |

La commune est dans les Causses du Quercy, une petite région agricole située dans l'est du département de Tarn-et-Garonne. En 2020, l'orientation technico-économique de l'agriculture  sur la commune est l'élevage de bovins, pour la viande. Cinq exploitations agricoles ayant leur siège dans la commune sont dénombrées lors du recensement agricole de 2020 (huit en 1988). La superficie agricole utilisée est de 255 ha,,.

## Culture locale et patrimoine

### Lieux et monuments
- Château à La Roque de Loze.
- Église Saint-Martin de Loze. L'édifice est référencé dans la base Mérimée et à l'Inventaire général Région Occitanie[36]. Plusieurs objets sont référencés dans la base Palissy[36].
- Chapelle Saint-Caprais de Monille.

## Vie locale

### Associations
- Comité des fêtes de Loze.
- ACCA de Loze.
- Association OASIS.
- Association des Jeunes de Loze (AJL).
- Association des amis de Loze.

### Personnalités liées à la commune
- Antonin Perbosc.
- Jean Kay.

## Pour approfondir